# Izerski Park Ciemnego Nieba
Izerski Park Ciemnego Nieba (IPCN, cz. Jizerská oblast tmavé oblohy JOTO) – polsko-czeski transgraniczny park ciemnego nieba, znajdujący się w Górach Izerskich w Sudetach, w województwie dolnośląskim, zaś po stronie czeskiej w kraju libereckim. Utworzony został 4 listopada 2009 roku, zajmuje powierzchnię około 7500 ha.
Park powstał w ramach Międzynarodowego Roku Astronomii 2009. Inicjatorem parku jest Instytut Astronomiczny Uniwersytetu Wrocławskiego, przy współpracy z innymi instytucjami takimi, jak Instytut Astronomiczny Akademii Nauk Republiki Czeskiej. Park nie posiada podstawy prawnej, jest powoływany na podstawie umowy między tymi instytucjami oraz w porozumieniu z odpowiednimi władzami gminnymi.
Jest to pierwszy w Polsce park ciemnego nieba oraz pierwszy na świecie transgraniczny park tego typu. Celem istnienia parku jest przede wszystkim zachowanie nocnego nieba wolnego od nadmiaru światła, dzięki czemu możliwe jest obserwowanie gwiazd, a co jest obecnie w miastach i wokół nich mocno ograniczone. Ponadto celem jest również zwrócenie uwagi na sam problem nadmiernego „zanieczyszczania” nocnego nieba sztucznym światłem oraz propagowanie ochrony środowiska nocnego.